# Равеннский документ
Раве́ннский докуме́нт; официальное название: «Экклезиологические и канонические последствия сакраментальной природы Церкви: церковное единство, соборность и власть» — документ, подписанный по итогам 10-го пленарного заседания Смешанной православно-католической богословской комиссии 13 октября 2007 года Римско-католической церковью и всеми поместными Православными церквами, за исключением Русской, которая не присутствовала, протестуя против приглашения Константинопольским патриархатом Эстонской апостольской православной церкви. В нём, среди прочего, констатируется, что епископ Рима признавался на Востоке как «protos епископов первенствующих кафедр» в Церкви до Великого раскола.

## Документ
Документ из 46 пунктов явился результатом X пленарного заседания Смешанной православно-католической богословской комиссии.
Руководитель комиссии со стороны католичества, председатель Папского Совета по содействию христианскому единству кардинал Вальтер Каспер 16 ноября 2007 года заявил, что документ «открывает путь к признанию Православными церквами первенства… …епископа Рима (папы)».
Продолжением идей, изложенных в Равенском документе стал так называемый «Критский документ» 2008 года.

## Обсуждение документа
16 ноября в The Times опубликована статья о том, что документ является первым шагом к преодолению Великого раскола между православной и католической церковью.
Разработка этого документа явилась продолжением политики, которую последовательно проводил папа римский Бенедикт XVI.
Православные церкви приняли документ неоднозначно.
Глава делегации Московского патриархата в Равенне, представитель Русской православной церкви при европейских международных организациях епископ Венский и Австрийский архиепископ Волоколамский Иларион (Алфеев) 15 ноября 2007 года указал на ряд несоответствий документа постулатам православной церкви и отметил, что необходимо детально исследовать документ. Рассмотрение Равеннского документа было поручено Синодальной богословской комиссии (позже Синодальная библейско-богословская комиссия) 27 марта 2007 года на заседании Священного синода, 4 октября 2007 года в рамках богословской комиссии была создана рабочая группа под руководством заместителя председателя отдела внешних церковных связей епископа Егорьевского Марка (Головкова). В 2009 году эту рабочую группу возглавил председатель отдела внешних церковных связей Иларион (Алфеев). Итогом научно-исследовательской и научно-реферативной работы группы стал документ, который был одобрен Синодальной библейско-богословской комиссии и принят в качестве руководства в православно-католическом диалоге; он получил название «Позиция Московского Патриархата по вопросу о первенстве во Вселенской Церкви» и был опубликован в момент празднования Рождества Христова (Константинопольский патриархат отмечает праздник 25 декабря по новоюлианскому календарю).
В ответ на это митрополит Элпидофор (Ламбриниадис) 7 января 2014 года (день празднования Рождества Христова в Русской православной церкви, 25 декабря по юлианскому календарю) на официальном сайте Константинопольской церкви опубликовал статью «Первый без равных. Ответ на „Позицию Московского Патриархата по проблеме первенства во Вселенской Церкви“», в которой указал, что Константинопольский патриархат основывает точку зрения на пункты документа на учении о Троице и указывает на найденные логические нарушения в опубликованном документе.
Несмотря на то, что Церковь Эллады подписала документ, 30 ноября 2007 года почётный профессор Афинского университета Иоаннис Корнаракис опубликовал в газете «Ортодоксос Типос» статью «Равеннский документ — личина богословского диалога», в которой подверг критике действия православной церкви, которая подписала этот документ. Подписание Равеннского документа принижает православную церковь, заставляя её преклониться перед властью папы. 30 декабря 2007 года была опубликована статья видного церковного деятеля Греции, архимандрита Георгия II (Капсаниса) о несоответствии документа основам православной веры.
Со стороны католиков было выражено непонимание действий папы. Существует критика документа со стороны одного из руководителей Most Holy Family Monastery, которая представляет седевакантизм. Peter Diamond высказался, что документ выражает православную точку зрения на церковь, власть епископов и Вселенские соборы и оценил его как «еретический». В 2008 году кардинал Анджело Амато высказывался о Равеннском документе крайне осторожно, указывая, что на тот момент «Конгрегация вероучения внимательно изучала Равеннский документ».